# كولا والدرج (العدين)

تعديل مصدري - تعديل

كولا والدرج محلة تابعة لقرية براحةالسفلي، التابعة لعزلة الجبلين بمديرية العدين إحدى مديريات محافظة إب في الجمهورية اليمنية.، بلغ تعداد سكانها 230 حسب تعداد اليمن لعام 2004.